# 코임브라현

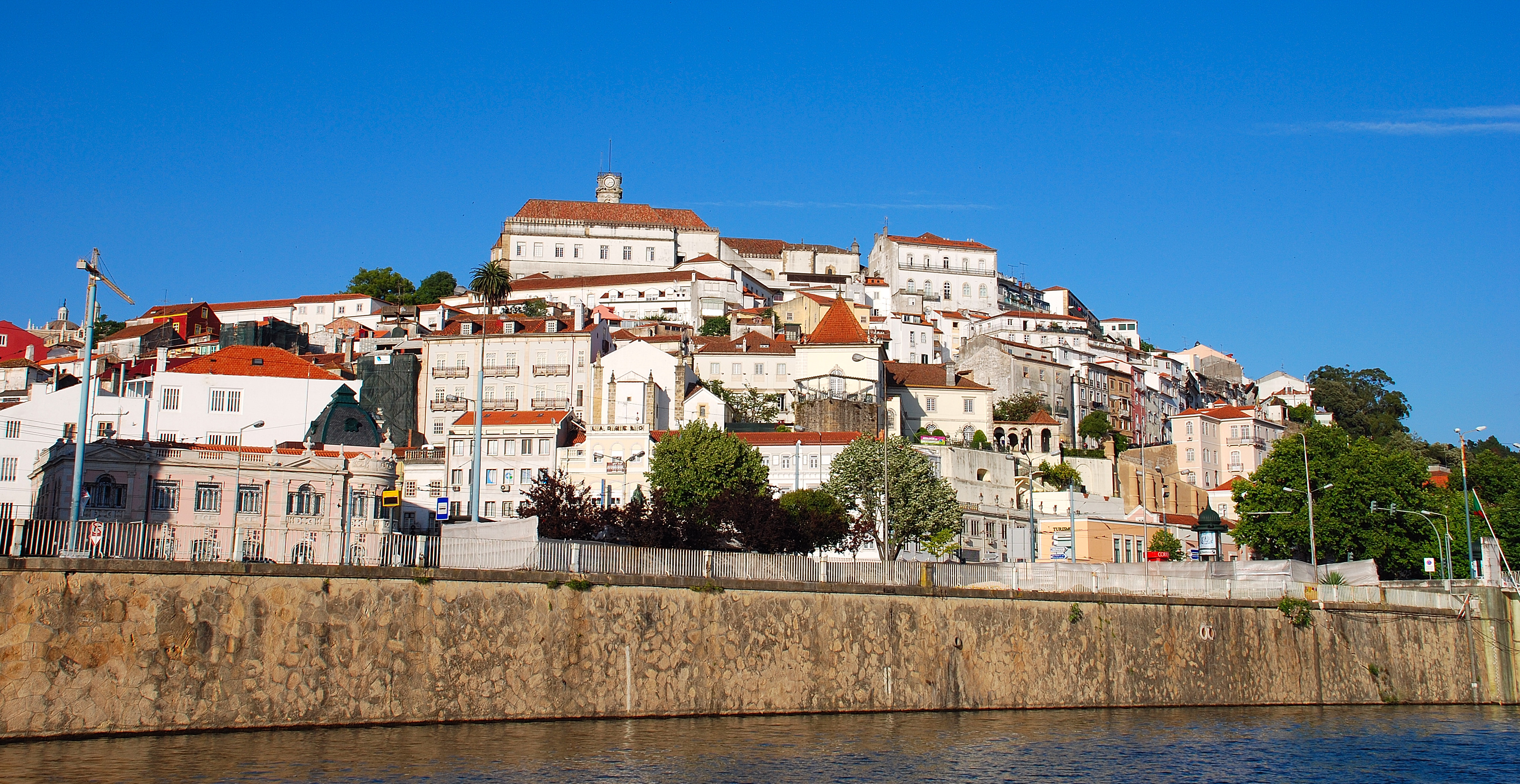

코임브라현(포르투갈어: Distrito de Coimbra 디스트리투 드 코임브라[*], IPA: [kuˈĩbɾɐ])은 포르투갈 센트루 지방에 위치한 포르투갈의 현이다. 현도는 코임브라 시다.

## 자치단체
코임브라 현은 17개 자치단체로 이뤄져 있다.
- 고이스 (Góis)
- 로장 (Lousã)
- 몬테모르우벨류 (Montemor-o-Velho)
- 미라 (Mira)
- 미란다두코르부 (Miranda do Corvo)
- 빌라노바드포이아르스 (Vila Nova de Poiares)
- 소르 (Soure)
- 아르가닐 (Arganil)
- 올리베이라두오스피탈 (Oliveira do Hospital)
- 칸타녜드 (Cantanhede)
- 코임브라 (Coimbra)
- 콘데이샤아노바 (Condeixa-a-Nova)
- 피게이라다포스 (Figueira da Foz)
- 타부아 (Tábua)
- 팜필료자다세하 (Pampilhosa da Serra)
- 페나코바 (Penacova)
- 페넬라 (Penela)